# بوینوز
بوینوز (به لاتین: Buynuz) یک منطقه مسکونی در جمهوری آذربایجان است که در شهرستان اسماعیل‌لی واقع شده‌است. بوینوز ۵۹۷ نفر جمعیت دارد.